# Dapélogo (département)
Pour le village chef-lieu, voir Dapélogo.
Dapélogo est un département et une commune rurale de la province de l’Oubritenga, situé dans la région du Plateau-Central au Burkina Faso.

## Démographie
Le département et la commune rurale de Dapélogo comptabilisait :
- 35 989 habitants en 2006[3].
- 44 933 habitants en 2019[2].

## Villages
Le département et la commune rurale de Dapélogo est administrativement composé de vingt-cinq villages, dont le village chef-lieu (données de population issues du recensement général de 2006) :
- Cissé-Yarcé (1 318 habitants)
- Dapélogo	(1 695 habitants), chef-lieu
- Guiè (4 705 habitants)
- Gademtenga (4 186 habitants)
- Garpéné (2 997 habitants)
- Kouila (816 habitants)
- Manessa (3 890 habitants)
- Nabi-Yiri (167 habitants)
- Napalgué (313 habitants)
- Nayambsé (991 habitants)
- Niandéghin (407 habitants)
- Nioniogo (1 943 habitants)
- Ouamzong-Yiri (140 habitants)
- Pagatenga (1 071 habitants)
- Pighin (1 570 habitants)
- Poédogo (617 habitants)
- Soglozi (1 813 habitants)
- Somnawaye (785 habitants)
- Souka (759 habitants)
- Tamporain (351 habitants)
- Tanghin-Niangéghin (526 habitants)
- Tanguiga (783 habitants)
- Tigem-Koamba (708 habitants)
- Voaga (3 085 habitants)
- Youm-Yiri (353 habitants)

## Jumelages
Le département de Dapélogo est jumelé depuis  2002 à la Communauté de communes du Pays loudunais (CCPL). En 2006 c'est la commune rurale de Dapélogo à la suite de la départementalisation du Burkina Faso. Dapelogo n'a jamais été jumelée avec Loudun. Le premier jumelage a été signé avec la Communauté de Communes du Pays Loudunais en octobre 2002. A l'époque c'était un département mais après 2006 c'est devenu une commune. On est donc en coopération décentralisée entre la commune de Dapelogo et la CCPL